# Distrito Escolar Independiente de Mesquite
El Distrito Escolar Independiente de Mesquite (Mesquite Independent School District o MISD en inglés) es el distrito escolar del estado de Texas, Estados Unidos. Su sede está en Mesquite. Gestiona escuelas en Mesquite, Balch Springs y Garland.

## Escuelas

### Escuelas secundarias
- Mesquite High School
- North Mesquite High School
- Dr. John D. Horn High School
- West Mesquite High School
- Dr. Ralph H. Poteet High School

### Escuelas medias
- Frank B. Agnew Middle School
- Judge Frank Berry Middle School
- A. C. New Middle School
- Dr. James P. Terry Middle School
- Walter L. Wilkinson Middle School
- R. S. Kimbrough Middle School
- T. H. McDonald Middle School
- Ed F. Vanston Middle School

### Escuelas primarias
- Walter E. Floyd Elementary School
- W. O. Gray Elementary School
- John L. Hanby Elementary School
- Ed Hodges Elementary School
- Sue Ann Mackey Elementary School
- Ferd A. McWhorter Elementary School
- Ben F. Tisinger Elementary School
- Dr. Joey Pirrung Elementary School
- J. H. Florence Elementary School
- Bedford Galloway Elementary School
- Zack Motley Elementary School
- G. R. Porter Elementary School
- S. M. Seabourn Elementary School
- Bonnie Gentry Elementary School
- Don Achziger Elementary
- J. C. Austin Elementary School
- C. W. Beasley Elementary School
- Florence Black Elementary School
- Dr. J. C. Cannaday Elementary School
- Georgia W. Kimball Elementary School
- Joe Lawrence Elementary School/Deaf Education Elementary School
- E.S. McKenzie Elementary School
- Mary L. Moss Elementary School
- Vernon Price Elementary School
- I. N. Range Elementary School
- J. C. Rugel Elementary School
- Sam Rutherford Elementary School
- Elsie Shands Elementary School
- Ruby Shaw Elementary School
- B. J. Smith Elementary School
- Jay Thompson Elementary School
- Charles A. Tosch Elementary School